# Leccionario 1965
El Leccionario 1965, designado por la sigla ℓ 1965 (en la numeración Gregory-Aland). Se trata de un manuscrito griego en letra minúscula del Nuevo Testamento, escrito en 181 hojas de pergamino (26,5 cm x 19,2 cm).
Paleográficamente ha sido asignado al siglo XII. Está escrito en dos columnas por página, de 23 a 24 líneas por página.

## Historia
El códice se encuentra en la Colección Kenneth Willis Clark, de la Universidad de Duke, en Durham, Estados Unidos. El códice contiene las enseñanzas del Evangelio.